# Berezów (przystanek kolejowy)
Berezów – przystanek kolejowy w Suchedniowie, w dzielnicy Berezów, w województwie świętokrzyskim, w Polsce. Leży na linii kolejowej Warszawa Zachodnia–Kraków Główny. Obsługuje lokalny ruch pasażerski na trasie Kielce–Skarżysko-Kamienna.

## Ruch pasażerski[1]
| Rok  | Wymiana pasażerska na dobę |
| ---- | -------------------------- |
| 2017 | 50-99                      |
| 2018 | 50-99                      |
| 2019 | 50-99                      |
| 2020 | 20-49                      |
| 2021 | 50-99                      |
| 2022 | 50-99                      |
| 2023 | 100-149                    |